# Robby Dannenberg (Schriftsteller)
Robby Dannenberg (* 1974 in Leipzig) ist ein deutscher Schriftsteller und Drehbuchautor.

## Leben
Dannenberg studierte Kommunikationswissenschaft, Psychologie und Philosophie. Ab 1995 absolvierte er ein Studium am Deutschen Literaturinstitut in seiner Heimatstadt, das er 2000 mit dem Diplom des Instituts abschloss. Zwischenzeitlich war er 1997 Gewinner des „open mike“-Wettbewerbs der Literaturwerkstatt Berlin und erhielt u. a. 1999 ein Stipendium der Frankfurter Autorenstiftung. Zeitweise lebte und arbeitete er zusammen mit Anke Stelling. 2003 erhielt er gemeinsam mit Anke Stelling den Förderpreis zum Lessing-Preis des Freistaates Sachsen. 2004 wurde der mit Anke Stelling verfasste Roman Gisela verfilmt. Von 2004 bis 2006 besuchte er die Drehbuchakademie der Deutschen Film- und Fernsehakademie Berlin (dffb). So schrieb er Drehbücher für verschiedene Spiel- und Kurzfilme.
Dannenberg lebt und arbeitet in Berlin und Brandenburg.

## Publikationen
- (zusammen mit [Anke Stelling]): Gisela. Ammann, Zürich 1999, ISBN 3-250-10407-8. [auch erschienen als Taschenbuchausgabe bei Goldmann, München 2001; ISBN 978-3-442-44860-9]
- (zusammen mit Anke Stelling): Nimm mich mit. S. Fischer Verlag, Frankfurt am Main 2002, ISBN 3-596-15243-7.

## Filme (Auswahl)
- 2005: Mutterseelenallein[2] (Drehbuch, Regie: [Bernd Böhlich])
- 2006: Unsere Grenzen (Kurzfilm, Drehbuch, Regie: [Thomas Adamicka])
- 2010: Küstenwache - Am Abgrund (TV-Episodendrehbuch mit [Martin Muser], Regie: Frauke Thieleke)
- 2013: Die Frau hinter der Wand (Filmdrama, Drehbuch mit Grzegorz Muskala, Regie: Grzegorz Muskala)

## Theater
- 2000: Gottsein (UA am Schauspiel Frankfurt)
- 2010: Zwei Mädchen - Istanbul Story (nach dem Roman von Perihan Magden, Regie: Marco Stormann, Theater Oberhausen)

## Anthologie (Auswahl)
2010: Bloß keinen Grießbrei an Heiligabend, Hrsg. Feridun Zaimoglu, Ullstein